# Яхъя аль-Мутали
Яхъя аль-Мутали (Яхъя ибн Али ибн Хаммуд аль-Мутали, араб. المعتلي يحي بن علي‎, умер в 1035) — Халиф Кордовы (1021—1022, 1025—1027), сын Али ан-Насира, представитель династии Хаммудидов, представители которой считали, что их род происходит от пророка Мухаммада.

## Биография
В 1016 году Яхъя аль-Мутали был назначен своим отцом эмиром Сеуты. В 1018 году после его смерти он отказался признавать дядю аль-Касима аль-Мамуна халифом. Вскоре Яхъя аль-Мутали со своей берберской армией занял Малагу и двинулся на Кордову. Аль-Касим аль-Мамун оставил город, найдя себе безопасное убежище в Севилье. Яхъя был халифом около года, пока аль-Касим не вернул себе престол назад. Последний был вскоре изгнан группировкой Омейядов, которая сделала халифом Абд ар-Рахмана V. Яхъя укрепился в Малаге и к 1025 году собрал новую армию и снова двинулся на Кордову. Халиф Мухаммад III, узнав об этом, бежал в Сарагосу. В его отсутствие кордовская аристократия создала Государственный совет, который в течение шести месяцев просил Яхъю стать халифом. Он прибыл в Кордову 9 ноября 1025 года и пробыл там несколько дней, затем удалился в безопасную, хорошо укреплённую Малагу, оставив в Кордове своего визиря Абу Джафара Ахмада бен Мусу. Вскоре в городе начались мятежи и в июне 1026 года визирь был изгнан из Кордовы. Некоторое время там царила анархия, пока в 1027 году не избрали Хишама III, ставшего последним халифом Кордовы.
После своего окончательного изгнания из Кордовы Яхъя аль-Мутали основал независимую тайфу Малагу, где правил до самой смерти (1035 год).